# Estação Ferroviária de Luzianes
A Estação Ferroviária de Luzianes, originalmente denominada de Odemira, é uma gare encerrada da Linha do Sul, que serve a localidade de Luzianes-Gare, no concelho de Odemira, em Portugal.

## Descrição

### Localização e acessos
A estação situa-se a leste da povoação de Luzianes-Gare, na sua Rua da Estação (= ER266-1), distando mais de vinte quilómetros de Odemira, sede do concelho e antiga localidade nominal.

### Caraterização física
Esta interface apresenta duas vias de circulação (I e II), ambas com 288 m de extensão e cada uma acessível por plataformas — respetivamente de 64 e 80 m de comprimento e 300 e 685 mm de altura; existe ainda uma via secundária, identificada como III, com comprimento de 30 m e que não se encontra eletrificada, ao contrário das restantes.
Situa-se junto a esta estação a substação de tração de Luzianes, de serviço simples e contratada à I.P., que assegura aqui a eletrificação de partes da Linha do Sul e da Linha do Alentejo e de toda a Concordância da Funcheira, entre as zonas neutras de São Marcos da Serra e de Montenegro e o término do troço eletrificado, em Ourique; complementarmente existe também a zona neutra de Luzianes que divide em duas partes, isolando-as, o referido troço da rede alimentado por esta subestação.

## História

### Inauguração

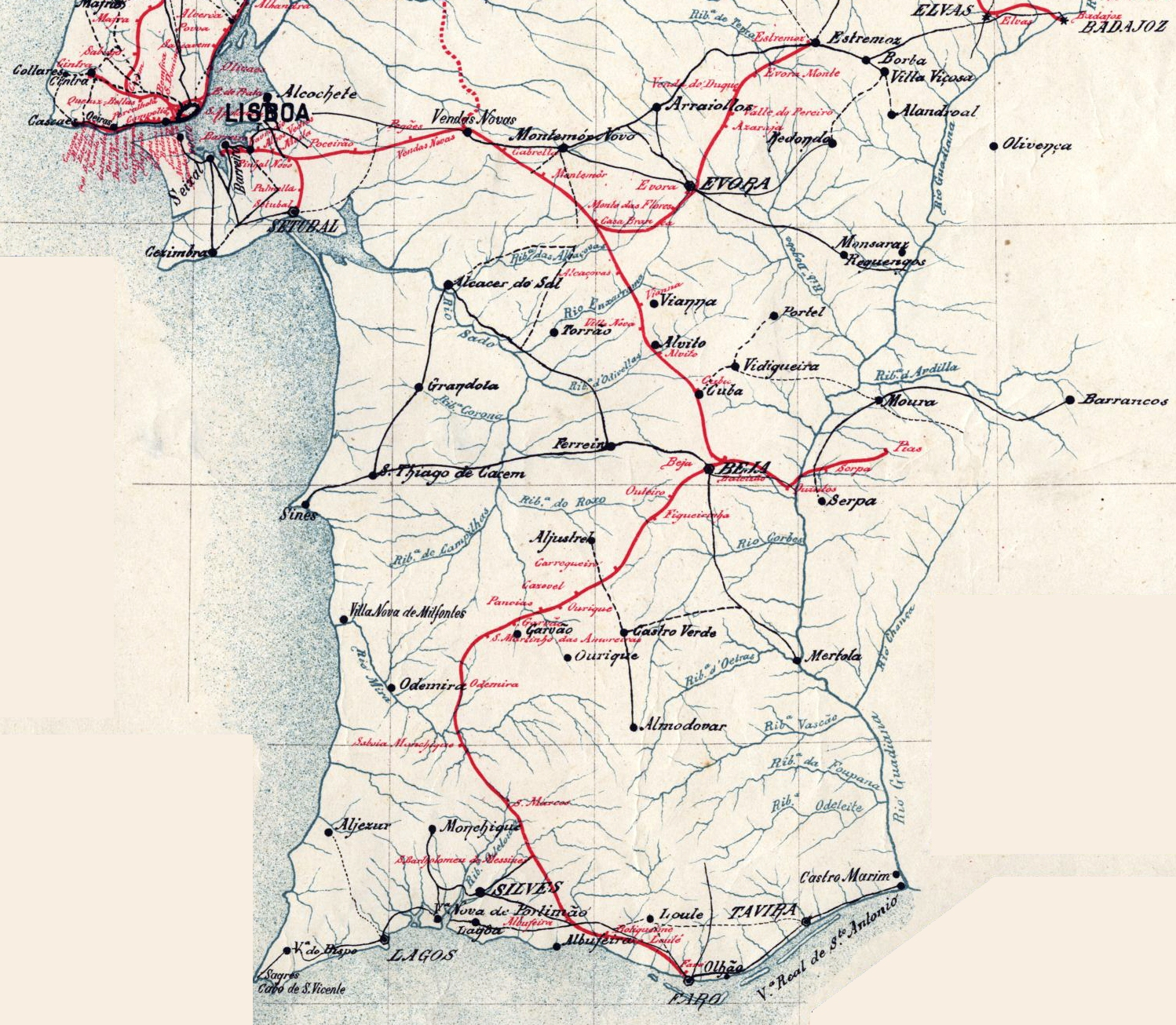
Mapa da rede ferroviária do Sul e Sueste em 1895, onde esta gare aparece com o nome de Odemira.

Esta interface insere-se no troço entre Amoreiras-Odemira e Tunes, que abriu à exploração em 1 de Julho de 1888, como parte do Caminho de Ferro do Sul. O nome original desta estação era Odemira, enquanto que a estação de Amoreiras - Odemira se denominava apenas de Amoreiras.

### Século XX
No Relatório acêrca do estado da viação ordinaria nas suas relações com as linhas ferreas do sul e sueste, apresentado pelos Caminhos de Ferro do Estado em 21 de Janeiro de 1901, apresentaram-se quais as estradas já existentes ou em construção ou planeamento que se ligavam de forma directa ou indirecta às estações ferroviárias no Alentejo e Algarve. No caso da estação de Odemira, apontou-se que seria servida pelas Estradas Distritais 162, desde a gare até à Tróia, e 197, de Odemira a Lagos, que facilitaria as comunicações entre a estação e a região do litoral ao Sul de Odemira, ambas em construção. Também estava a ser planeada a Estrada Distrital 182, desde a Estrada Distrital 162 até Vila Nova de Milfontes. Em 28 de Outubro de 1903, o Ministério das Obras Públicas, Comércio e Indústria determinou os investimentos a fazer na construção de estradas ligadas às estações dos caminhos de ferro, tendo a importância de 7:700$000 sido destacada para a conclusão do lanço entre a estação de Odemira e Monte Novo da Estrada Distrital 162. Em 1913, existia uma carreira de diligências entre a estação e a vila de Odemira.
Durante o processo de industrialização no concelho de Odemira, nos finais do século XIX e a primeira metade do século XX, a povoação de Luzianes-Gare foi um das que mais se desenvolveram em termos de motorização da moagem de cereais, por ser servida pelo caminho de ferro. Com efeito, no Anuário Comercial de 1925, surgem três unidades de moagem listadas na freguesia de Sabóia, uma destas situada em Luzianes-Gare, operada pela firma de Manuel José Soares.
A revisão do plano geral da rede ferroviária, determinada em 1927, introduziu um projecto para prolongar o Ramal de Lagos até à estação de Odemira, passando pelas localidades de Aljezur e Odemira, e com um troço em comum com a Linha do Sul, para aproveitar o Túnel de Vale de Isca. Um diploma do Ministério das Comunicações de 7 de Agosto de 1956, publicado no Diário do Governo n.º 193, II Série, de 16 de Agosto, aprovou um projecto para a construção de galerias drenantes nos terrenos adjacentes à estação de Odemira, então situada ao PK 242+649,02 da então chamada Linha do Sul, e ordenou a expropriação de uma parcela de terreno entre os PK 242+578,15 e 242+723.

### Encerramento
Em Janeiro de 2011, a estação contava com duas vias de circulação, ambas com cerca de 289 m de comprimento, e tinha duas plataformas, tendo a primeira 105 m de comprimento e 30 cm de altura, enquanto que a segunda tinha 70 m de comprimento e 70 cm de altura; — valores mais tarde alterados para os atuais.
A estação foi encerrada pela empresa Comboios de Portugal em 2012, que justificou esta decisão pela «falta de procura» e pelo «elevado prejuízo financeiro». Esta medida teve grandes consequências para a aldeia e freguesia de Luzianes-Gare, que ficou sem transportes públicos, pelo que os habitantes foram forçados a utilizar os transportes próprios ou serviços táxis nas suas deslocações. Além disso, o comboio era considerado como um dos principais impulsionadores da freguesia, tendo a suspensão dos serviços constituído um obstáculo ao seu progresso, numa área em que a população é em grande parte composta por idosos. Na altura, a decisão da operadora foi criticada pelo presidente da Câmara Municipal de Odemira, José Alberto Guerreiro, que afirmou que «é necessário assegurar um serviço público mínimo, especialmente em zonas de baixa densidade como esta e onde escasseiam transportes públicos». Em Março de 2019, o deputado Hélder Amaral, do CDS-PP, questionou o Ministro das Infraestruturas e da Habitação se estava «prevista alguma intervenção por parte do Ministério, junto da CP, de forma a possibilitar que alguns dos serviços ferroviários possam ter paragem na estação de Luzianes-Gare, em Odemira». Segundo uma nota de imprensa daquele partido, a «estação, no caso desta freguesia, não consegue dissociar-se da existência de um aglomerado populacional considerável, [...] e é com muita tristeza que os populares assistem à passagem de vários comboios no km 243 da Linha do Sul, sem que ali se faça uma paragem para entrada e saída de passageiros». Salienta igualmente que apesar de não servir oficialmente a estação, ainda assim faziam-se ali algumas paragens técnicas, pelo que os passageiros aproveitavam para sair, «existindo desta forma um risco para quem abandona o comboio sem as devidas condições de segurança». Em Maio de 2021, as Comissões de Utentes do Litoral Alentejano iniciaram um baixo-assinado para exigir o reinício dos serviços de passageiros em várias linhas e estações da região, incluindo em Luzianes.